# Département Creuse
Das Département de la Creuse ([kʀøːz], okzitanisch Cruesa) ist das französische Département mit der Ordnungsnummer 23. Es liegt im Zentrum des Landes in der Region Nouvelle-Aquitaine und ist nach dem Fluss Creuse benannt.

## Geographie
Das Département Creuse grenzt im Norden an die Départements Indre und Cher, im Nordosten an das Département Allier, im Osten an das Département Puy-de-Dôme, im Süden an das Département Corrèze sowie im Westen an das Département Haute-Vienne.
Das Département liegt im Nordwesten des Zentralmassivs und reicht im Süden in das Plateau de Millevaches. Im Plateau de Millevaches entspringt auch die namensgebende Creuse, die das Département in nordwestlicher Richtung durchfließt.

## Geschichte
Es wurde am 4. März 1790 aus dem Hauptteil der Provinz Marche und einem Teil des Limousin gebildet. Es gehörte auch von 1960 bis 2015 der Region Limousin an, die 2016 in der Region Nouvelle-Aquitaine aufging.

## Bevölkerung

### Bevölkerungsentwicklung
| Jahr          | 1962    | 1968    | 1975    | 1982    | 1990    | 1999    | 2006    | 2016    |
| Einwohner     | 163.515 | 156.876 | 146.214 | 139.968 | 131.349 | 124.470 | 123.401 | 119.502 |
| Quelle: INSEE |         |         |         |         |         |         |         |         |

Die Einwohnerzahl im Département ist seit Anfang der 1960er Jahre konstant rückläufig. Ursache hierfür ist neben der Abwanderung, die bis Mitte der 1970er Jahre verzeichnet wurde, eine deutlich unterdurchschnittliche Geburtenrate, die konstant unterhalb der Sterblichkeit lag. Beobachter sehen hier „in Sachen Abwanderung ein Zukunftslabor Europas“.
Nachdem Michel Debré 1963 zum Abgeordneten des Überseedépartements Réunion im Indischen Ozean geworden war, organisierte er die umstrittene Umsiedlung von mehr als tausend Kindern von der Insel ins französische Mutterland, insbesondere in das dünn besiedelte Département Creuse.

### Städte

Karte des Départements Creuse

Die bevölkerungsreichsten Gemeinden des Départements Creuse sind:
| Stadt          | Einwohner (2022) | Arrondissement |
| -------------- | ---------------- | -------------- |
| Guéret         | 12.814           | Guéret         |
| La Souterraine | 4.928            | Guéret         |
| Aubusson       | 3.036            | Aubusson       |

## Verwaltungsgliederung
Das Département Creuse gliedert sich in 2 Arrondissements, 15 Kantone und 255 Gemeinden:
| Arrondissement     | Kantone | Gemeinden | Einwohner 1. Januar 2022 | Fläche km² | Dichte Einw./km² | Code INSEE |
| ------------------ | ------- | --------- | ------------------------ | ---------- | ---------------- | ---------- |
| Aubusson           | 6       | 128       | 42.999                   | 2.828,68   | 15               | 231        |
| Guéret             | 11      | 127       | 72.530                   | 2.736,70   | 27               | 232        |
| Département Creuse | 15      | 255       | 115.529                  | 5.565,38   | 21               | 23         |

Siehe auch:

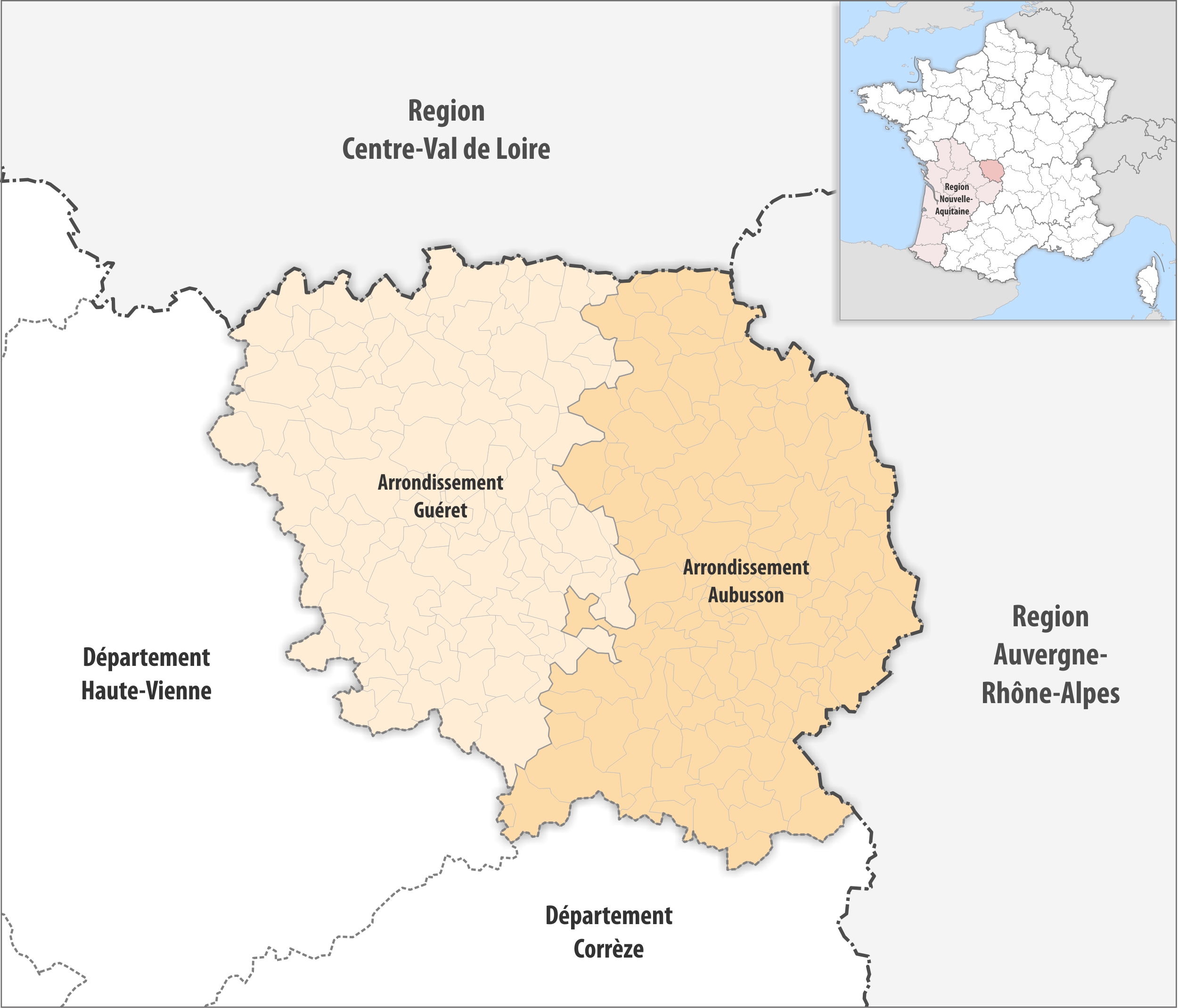
Gemeinden und Arrondissemente im Département Creuse

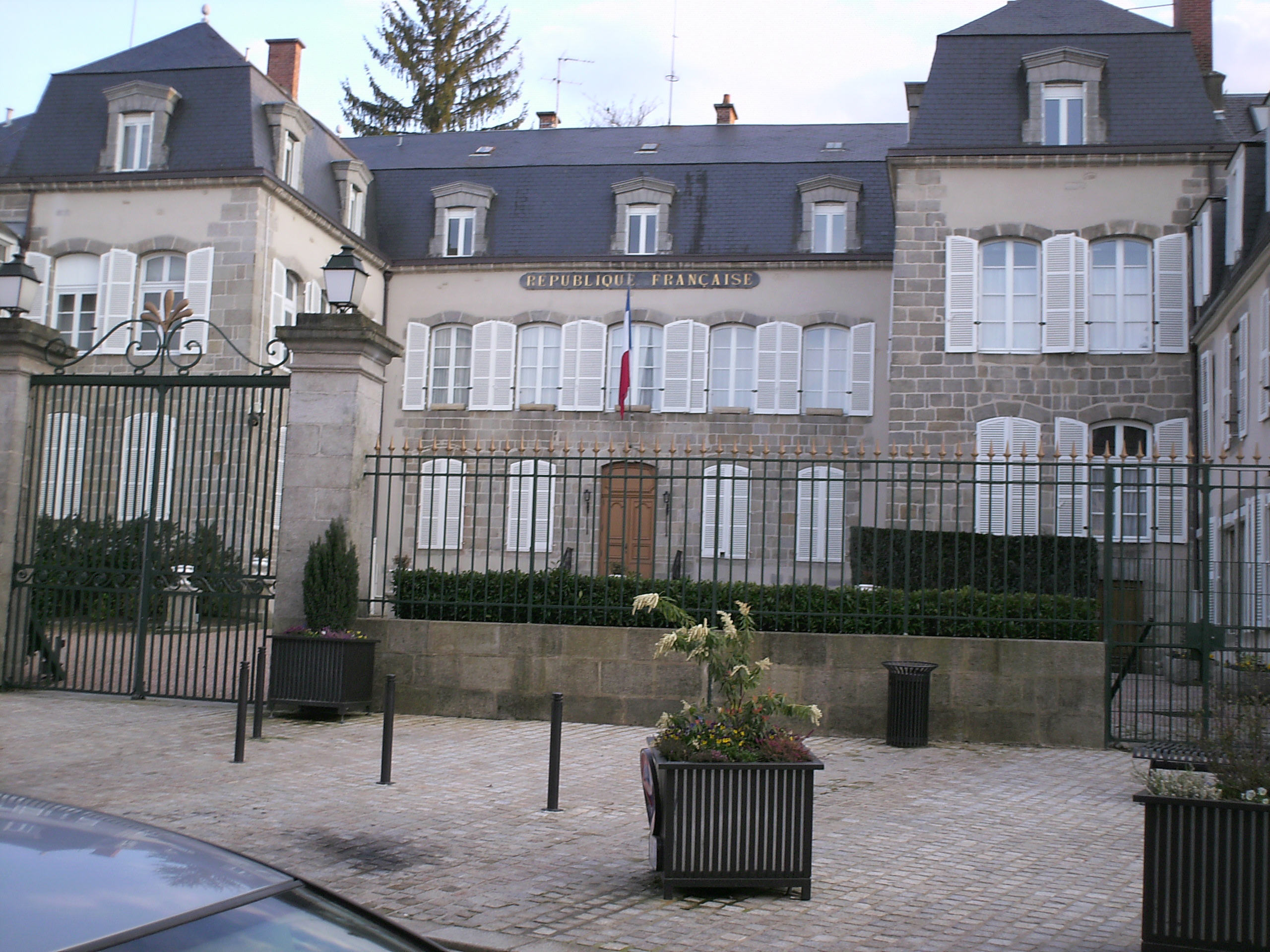
Präfektur des Départementes in Guéret

- Liste der Gemeinden im Département Creuse
- Liste der Kantone im Département Creuse
- Liste der Gemeindeverbände im Département Creuse

## Wirtschaft
Das Département Creuse ist überwiegend landwirtschaftlich geprägt. Daneben stellt der Tourismus eine wichtige Einnahmequelle dar, zum Beispiel  im Naturpark Millevaches.

## Sport
Das Département Creuse hat innerhalb des europäischen Frankreichs (einschließlich Korsikas) unter allen Départements die wenigsten Starts oder Zielankünfte bei der Tour de France. Lediglich die neunte Etappe der Tour de France 2004 (Zielort Guéret) endete in diesem Département. Für 2024 ist Évaux-les-Bains als Startort der elften Etappe vorgesehen.

## Militär
Das Militärlager camp de La Courtine befindet sich in Creuse auf dem Plateau de la Courtine.